# Kohei Nakashima
Kohei Nakashima (中島 康平 Nakashima Kohei?, nacido el 7 de diciembre de 1989 en Shimane) es un exfutbolista japonés. Jugaba de delantero y su último club fue el Verspah Oita de Japón.

## Trayectoria

### Clubes
| Club              | País  | Año         |
| ----------------- | ----- | ----------- |
| FC Gifu           | Japón | 2012 - 2013 |
| FC Machida Zelvia | Japón | 2014        |
| Vonds Ichihara    | Japón | 2015        |
| Verspah Oita      | Japón | 2016        |

## Estadística de carrera

### J. League
| Club              | Año   | J. League | J. League | Copa J. League | Copa J. League | Total | Total |
| Club              | Año   | Part.     | Goles     | Part.          | Goles          | Part. | Goles |
| ----------------- | ----- | --------- | --------- | -------------- | -------------- | ----- | ----- |
| FC Gifu           | 2012  | 16        | 0         | -              | -              | 16    | 0     |
| FC Gifu           | 2013  | 10        | 1         | -              | -              | 10    | 1     |
| FC Machida Zelvia | 2014  | 5         | 0         | -              | -              | 5     | 0     |
| Total             | Total | 31        | 1         | 0              | 0              | 31    | 1     |